# Diócesis de Tehuacán
La diócesis de Tehuacán (en latín: Dioecesis Tehuacaniensis) es una circunscripción eclesiástica de la Iglesia católica en México. Se trata de una diócesis latina, sufragánea de la arquidiócesis de Puebla de los Ángeles. Desde el 20 de octubre de 2018 su obispo es Gonzalo Alonso Calzada Guerrero.

## Territorio y organización
La diócesis tiene 6294 km² y extiende su jurisdicción sobre los fieles católicos de rito latino residentes en 31 municipios de la parte sudoriental del estado de Puebla.
La sede de la diócesis se encuentra en la ciudad de Tehuacán, en donde se halla la Catedral de la Inmaculada Concepción.
En 2020 en la diócesis existían 57 parroquias agrupadas en 7 decanatos.

## Historia
La diócesis fue erigida el 13 de enero de 1962 con la bula Quem ad modum del papa Juan XXIII, obteniendo el territorio de las arquidiócesis de Antequera y de Puebla de los Ángeles.
En más de cinco década de existencia la diócesis ha tenido cuatro obispos destacando el cardenal Norberto Rivera Carrera, quien fue el segundo obispo de Tehuacán de 1985 a 1995, siendo luego nombrado arzobispo primado de México.

## Estadísticas
Según el Anuario Pontificio 2021 la diócesis tenía a fines de 2020 un total de 1 047 860 fieles bautizados.
| Año                                                                             | Población            | Población | Población      | Sacerdotes | Sacerdotes    | Sacerdotes    | Bautizados por sacerdote | Diáconos permanentes | Religiosos | Religiosos | Parroquias |
| Año                                                                             | Bautizados católicos | Total     | % de católicos | Total      | Clero secular | Clero regular | Bautizados por sacerdote | Diáconos permanentes | Varones    | Mujeres    | Parroquias |
| ------------------------------------------------------------------------------- | -------------------- | --------- | -------------- | ---------- | ------------- | ------------- | ------------------------ | -------------------- | ---------- | ---------- | ---------- |
| 1966                                                                            | 224 000              | 229 000   | 97.8           | 36         | 36            |               | 6222                     |                      |            |            | 26         |
| 1970                                                                            | 233 000              | 243 000   | 95.9           | 51         | 51            |               | 4568                     |                      | 5          | 67         | 27         |
| 1976                                                                            | 280 000              | 300 000   | 93.3           | 63         | 60            | 3             | 4444                     |                      | 8          | 96         | 35         |
| 1980                                                                            | 336 000              | 345 000   | 97.4           | 64         | 59            | 5             | 5250                     |                      | 9          | 110        | 39         |
| 1990                                                                            | 432 000              | 436 000   | 99.1           | 72         | 67            | 5             | 6000                     |                      | 5          | 163        | 49         |
| 1999                                                                            | 902 591              | 925 673   | 97.5           | 86         | 77            | 9             | 10 495                   |                      | 11         | 163        | 53         |
| 2000                                                                            | 925 155              | 948 815   | 97.5           | 88         | 80            | 8             | 10 513                   |                      | 9          | 156        | 54         |
| 2001                                                                            | 904 885              | 967 791   | 93.5           | 96         | 84            | 12            | 9425                     |                      | 13         | 159        | 55         |
| 2002                                                                            | 919 830              | 977 470   | 94.1           | 97         | 85            | 12            | 9482                     |                      | 13         | 144        | 57         |
| 2003                                                                            | 937 883              | 987 245   | 95.0           | 99         | 88            | 11            | 9473                     |                      | 13         | 140        | 57         |
| 2004                                                                            | 919 126              | 967 471   | 95.0           | 96         | 85            | 11            | 9574                     |                      | 13         | 140        | 57         |
| 2010                                                                            | 962 000              | 1 017 000 | 94.6           | 99         | 90            | 9             | 9717                     |                      | 9          | 136        | 57         |
| 2014                                                                            | 1 005 510            | 1 079 019 | 93.2           | 102        | 93            | 9             | 9857                     |                      | 9          | 130        | 57         |
| 2017                                                                            | 1 017 780            | 1 092 190 | 93.2           | 96         | 89            | 7             | 10 601                   |                      | 7          | 126        | 57         |
| 2020                                                                            | 1 047 860            | 1 124 380 | 93.2           | 94         | 88            | 6             | 11 147                   |                      | 6          | 120        | 57         |
| Fuente: Catholic-Hierarchy, que a su vez toma los datos del Anuario Pontificio. |                      |           |                |            |               |               |                          |                      |            |            |            |

## Episcopologio
| Número | Nombre                          | Comienzo                       | Término                                                              |
| ------ | ------------------------------- | ------------------------------ | -------------------------------------------------------------------- |
| I      | Rafael Ayala y Ayala †          | 18 de junio de 1962            | 5 de julio de 1985 falleció                                          |
| II     | Norberto Rivera Carrera         | 5 de noviembre de 1985         | 13 de junio de 1995 nombrado arzobispo de México)                    |
| III    | Mario Espinoza Contreras        | 2 de abril de 1996             | 3 de marzo de 2005 nombrado obispo de Mazatlán                       |
| IV     | Rodrigo Aguilar Martínez        | 28 de enero de 2006            | 3 de noviembre de 2017 nombrado obispo de San Cristóbal de Las Casas |
| V      | Gonzalo Alonso Calzada Guerrero | Desde el 20 de octubre de 2018 |                                                                      |